# Sniper Elite 3
Sniper Elite 3 è un videogioco tattico/Sparatutto in terza persona sviluppato da Rebellion Oxford e pubblicato da 505 Games per Xbox 360, PlayStation 3, PlayStation 4, Xbox One e da Rebellion Developments per PC il 27 giugno 2014. Il gioco è il seguito di Sniper Elite V2 del 2012. Preordinando il gioco è possibile giocare una missione bonus.

## Trama
Africa, 1942. Karl Fairburne è un cecchino d'elíte dell'esercito statunitense ed è stato inviato in Nord Africa in ausilio ai soldati britannici bloccati nella città di Tobruk.
Dopo la caduta della città in mano ai nazisti, Karl riesce a scappare per poi mettersi sulle tracce del progetto "Seuche", un misterioso piano d'attacco contro le forze alleate in Europa. Ma la missione non sarà facile dato che Karl si trova solo contro l'Afrika Korps e i soldati del Regio Esercito italiano. Per avere una mano nelle ricerche, Karl libera dal Forte Rifugio, una fortezza fascista, una spia britannica, Brauer, che lo aiuterà nell'individuare i nemici nell'arido Canyon di Kasserine e gli fornirà utili informazioni per riuscire a capire cosa ha in mente l'Afrika Korps guidato da un certo Vahlen, un sadico ufficiale nazista devoto solo alla svastica, contro le forze alleate.
Sempre a Kasserine, grazie ad una pizza cinematografica e ad un proiettore, Karl scopre la vera identità del progetto Seuche, che consiste nella costruzione di un enorme carro armato: il Landkreuzer P-1000 Ratte costruito appositamente per reprimere gli attacchi alleati su tutti i fronti. Successivamente Brauer viene ucciso dall'attacco di un carro armato Tiger, che Karl distruggerà colpendo le grate di protezione dove si trova il serbatoio. Karl verrà poi mandato a conquistare un aeroporto dell'Afrika Korps con il supporto del Long Range Desert Group. Sarà qui che Karl scoprirà l'ubicazione della fabbrica del Ratte e sfrutterà un passaggio dei "Topi del deserto" per arrivare alla fabbrica, dove riuscirà a portare a termine la propria missione, eliminando Vahlen e distruggendo definitivamente il temutissimo Ratte. Karl, infine, lascia la zona vittorioso dicendo che il suo lavoro non è ancora finito e che ancora molta gente deve essere uccisa, aprendo così la strada verso un nuovo sequel.

## Armi
Le armi del gioco sono:
M1 Garand: Fucile semi-automatico americano.
Carcano Mod. 91: Fucile italiano ad otturatore girevole (bolt-action).
Gewehr 43: Fucile semi-automatico tedesco.
Lee-Enfield: Fucile Bolt-Action inglese.
Mosin-Nagant: Fucile Bolt-Action russo.
Attraverso l'acquisto di vari DLC, è possibile acquistare altri fucili come l'americano Springfield (modificato) o i russi SVT40 e Mosin-Nagant.
 Il protagonista, inoltre, può eliminare nemici silenziosamente con la baionetta a corpo a corpo oppure usando la silenziosa Welrod.
Se il nostro eroe si dovesse trovare in una brutta situazione ha anche a disposizione pistole mitragliatrici (come lo Sten, l'MP40 o il Thompson) nonché il fucile d'assalto tedesco MP44, oltre alle classiche bombe a mano (come la "Stielhandgranate" tedesca).

## Modalità di gioco
Sniper Elite 3 è uno sparatutto in terza persona con una predilezione per le meccaniche stealth, e cerca di portare il giocatore a effettuare eliminazioni silenziose e a rimanere nell'ombra, piuttosto che sfidare i nemici a viso aperto. Per ogni volta che Karl assassinerá un nemico con il suo fucile di precisione, soprattutto se la vittima é ignara del cecchino, sarà inoltre disponibile una visuale rallentata a raggi X della parte che viene colpita dal proiettile: Simile alle x-ray moves di Mortal Kombat X, questa caratteristica mostra nel dettaglio i danni sugli organi interni, sui muscoli lacerati e sulle ossa frantumate dal colpo.

## Accoglienza
Il comparto grafico e tecnico, come di consueto con i titoli Rebellion, è piuttosto valido, lo si può definire proprio un buon gioco, ma per via dei diversi errori facilmente riscontrabili quali compenetrazioni, Intelligenza artificiale dei militari nazi-fascisti discutibile e glitch vari le recensioni del titolo hanno mostrato generalmente un'accoglienza non entusiasta ma nemmeno negativa:
- Multiplayer - 77/100
- Gamesoul - 7/10
- Eurogamer - 7/10
- CVG - 7/10
- Videogamer - 7/10
- TheSixthAxis - 7/10
- Insidegames - 78/100
- Strategy Informer - 8/10